# Wavebird

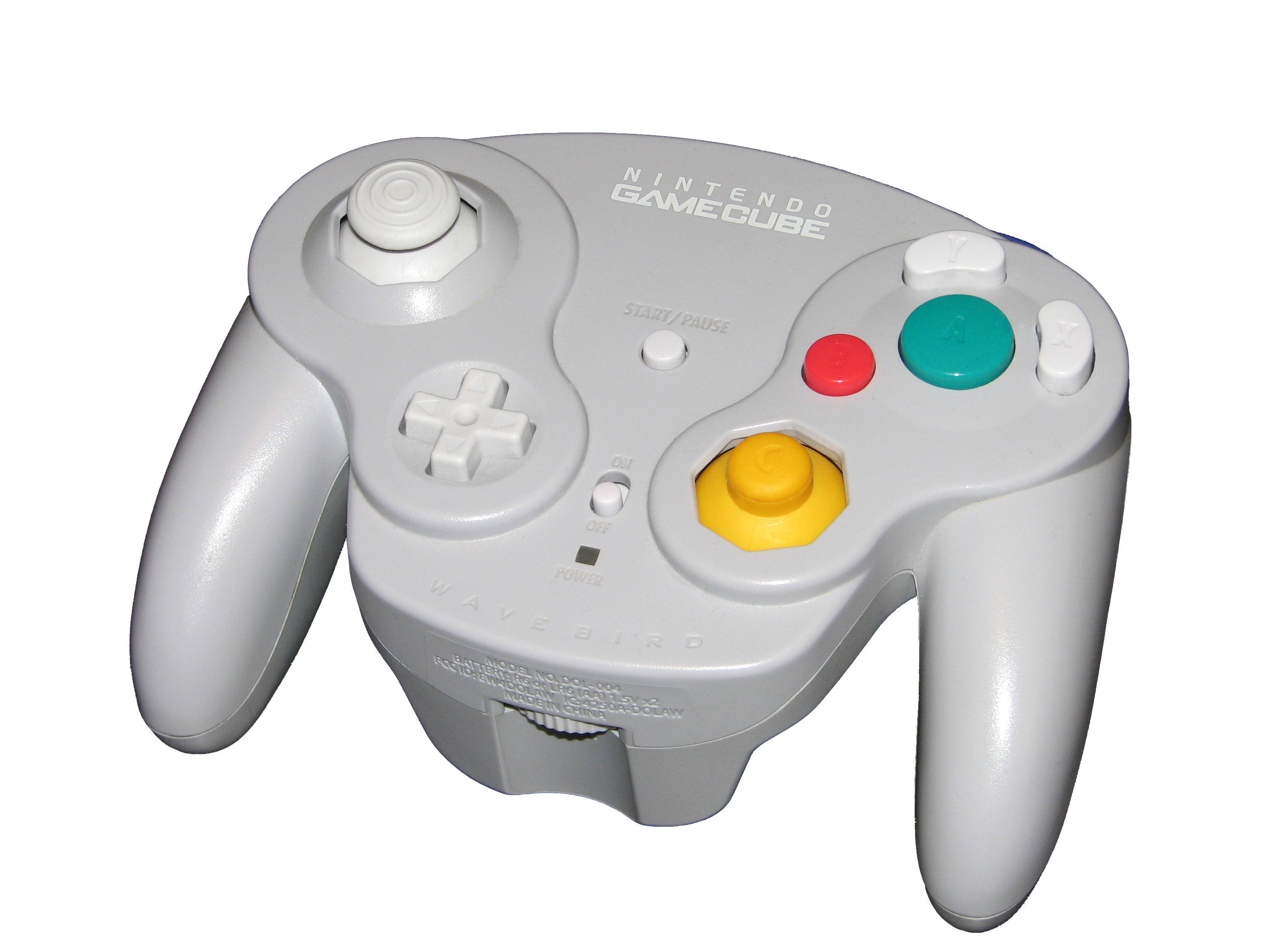
Wavebird

Wavebird är en trådlös handkontroll till Gamecube som använder RF-teknologi. Den designades och säljs av Nintendo. Kontrollen tillverkades under åren 2002-2007.
Wavebird har samma komponenter (analoga spakar, knappar) och layout som standardhandkontrollen. Den enda funktionen som finns på standardhandkontrollen som inte finns på Wavebird är skakfunktionen, eftersom skakmotorn enligt Nintendo skulle dra för mycket batterikraft.
Wavebird kan använda sig av 16 olika frekvenser, valbara via hjul på handkontrollen och recievern. Upp till 16 Wavebirds kan användas inom samma område om de använder sig av olika frekvenser. Precis som andra handkontroller till Gamecube fungerar Wavebird till Wii.